# Mazda 757

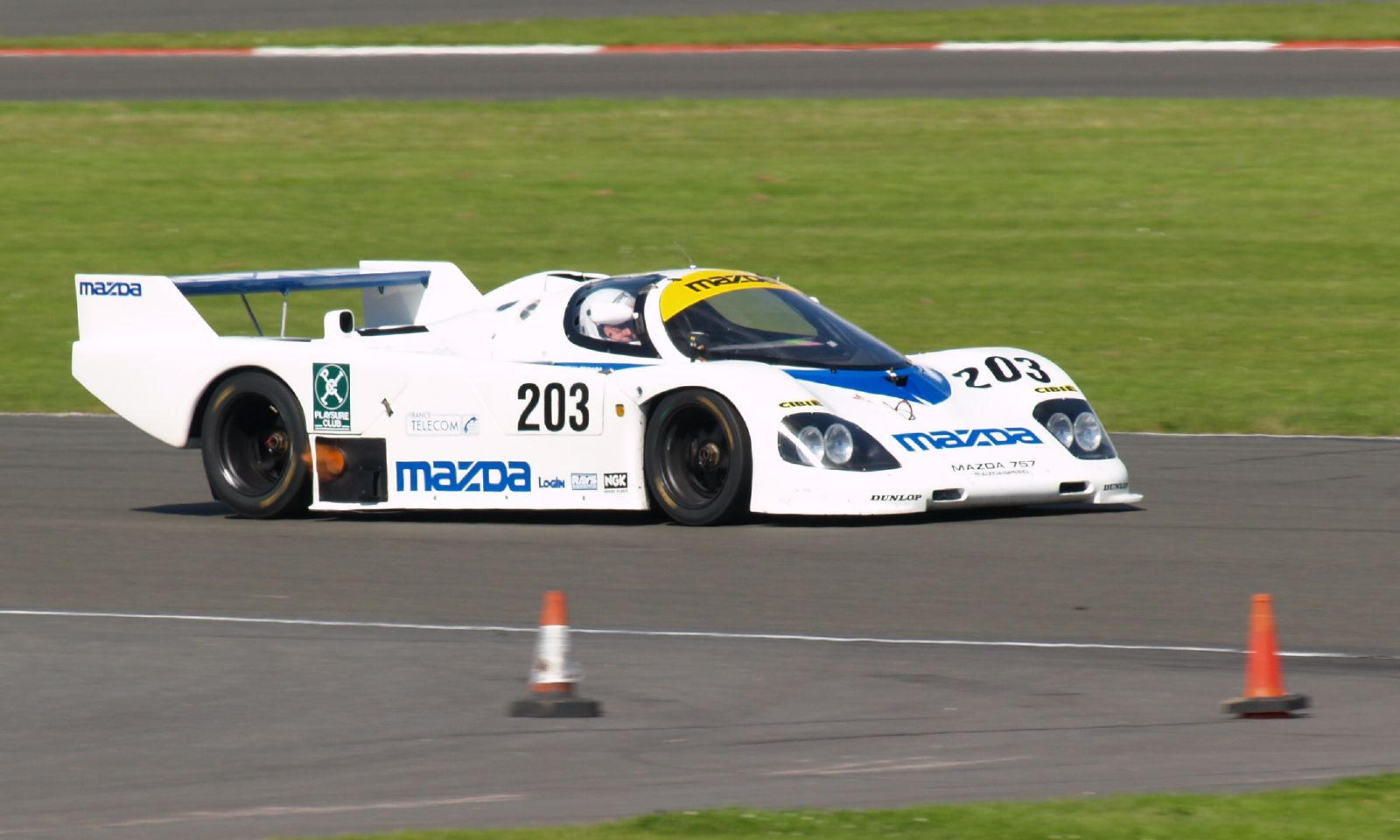

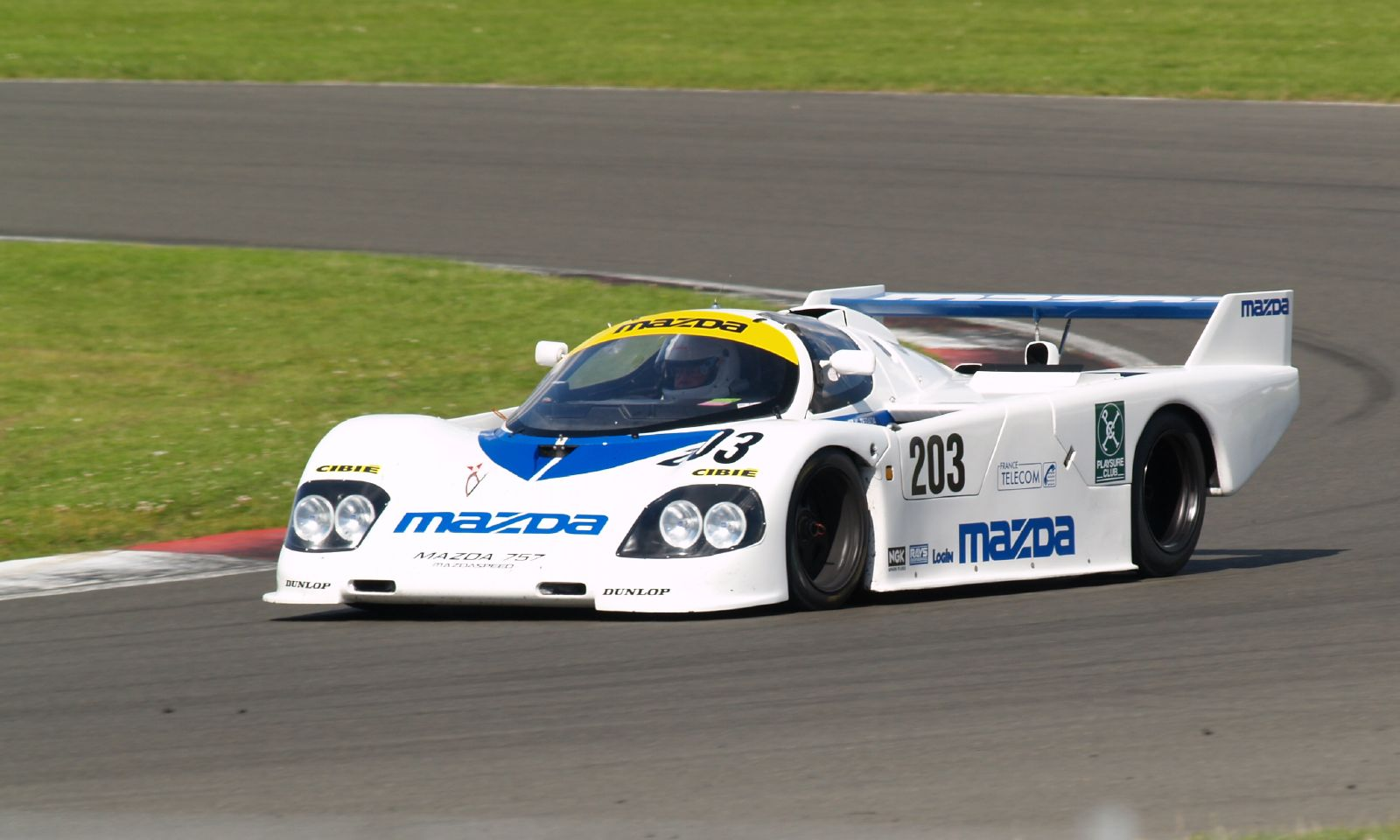

O Mazda 757 foi um protótipo de carro de corrida construído pela Mazdaspeed para as 24 Horas de Le Mans na classe IMSA GTP-spec.Ele substituiu o Mazda 737C. Foi o primeiro chassi construído inteiramente pela Mazdaspeed . 
Dois 757s disputaram as 24 Horas de Le Mans em 1986,mas ambos os carros não conseguiram terminar a prova devido a problemas na caixa de transmissão,com o fracasso dos dois carros foi a primeira vez que a Mazdaspeed não terminava uma prova em Le Mans.Em 1987,foram inscritos dois 757s,um acabou a corrida em 7° lugar,enquanto o outro vítima de uma falha de motor não conseguiu terminar a prova.